# Spermophora estebani
Spermophora estebani is een spinnensoort uit de familie trilspinnen (Pholcidae). De soort komt voor in de Filipijnen. 